# Symfonie nr. 4 (Tsjaikovski)
Symfonie nr. 4 in f mineur, opus 36 werd door Pjotr Iljitsj Tsjaikovski gecomponeerd in de jaren 1877 en 1878. De eerste uitvoering vond plaats op de Russische Muzieksociëteit in Sint-Petersburg op 10 februari 1878 onder leiding van dirigent Nikolai Rubinstein.

## Instrumentatie
De symfonie is geschreven voor piccolo, 2 fluiten, 2 hobo’s, 2 klarinetten, 2 fagotten, 4 hoorns, 2 trompetten, 3 trombones, tuba, pauken, grote trom, bekkens, triangel en strijkers.

## Delen
De compositie kent vier delen
1. Andante sostenuto – Moderato con anima – Moderato assai, quasi andante – Allegro vivo
2. Andantino in modo di canzone
3. Scherzo. Pizzicato ostinato – Allegro
4. Finale. Allegro con fuoco

en duurt ongeveer 43 minuten.
Elk deel van deze symfonie sluit aan bij een thema in Tsjaikovski’s leven, respectievelijk het lot, zijn kindertijd, onbezorgdheid en Rusland. Tsjaikovski schreef aan zijn beschermvrouwe, Nadezjda von Meck, dat het eerste deel de sleutel vormt tot de hele compositie. “De kracht van het lot is te sterk voor het individu om te weerstaan.” Het tweede deel zo schreef hij, bevat de “herinneringen aan mijn kindertijd die bitterzoete emoties oproept, gevoelens van intimiteit en tegelijkertijd onoverbrugbare afstand”. In het derde deel laat hij zijn verbeelding de vrije loop, en in de finale laat hij de eerste drie delen samenkomen. "Het individu voelt de isolatie in een menigte, maar kan tegelijkertijd voldoening vinden door de massa om hem heen."

## Ontvangst
Het werk werd in eerste instantie niet erg gunstig ontvangen. Tsjaikovski verbleef op dat moment in Italië en kreeg van zijn vrienden nauwelijks informatie. Hij schreef uiteindelijk naar Sergej Tanejev die hem onmiddellijk en pijnlijk eerlijk terugschreef. Ook in de Verenigde Staten was de ontvangst niet geweldig. Uiteindelijk kreeg men meer waardering voor dit werk, dat nu de meest uitgevoerde van de zes symfonieën is.